# Barretstown Castle
Barretstown Castle (irisch Caisleán Bhaile an Bhairéadaigh) ist eine Burg nördlich von Ballymore Eustace im irischen County Kildare. Sie steht an der Stelle einer anglonormannischen Burg aus dem späten 12. Jahrhundert. Heute ist dort ein Camp für kranke Kinder untergebracht.

## Geschichte

### Frühe Geschichte
Erstmals wird der Ort urkundlich in einer 1547 abgehaltenen Inquisition nach der Auflösung der englischen Klöster, wo Barretstown Castle als Eigentum des Erzbischofes von Dublin aufgelistet ist, von dem es prompt von der Krone konfisziert wurde. Danach gehörte die Burg der Familie Eustace auf der Grundlage aufeinander folgender „permanenter Pachtverträge“.
Im 17. Jahrhundert heiratete Sir Walter Borrowes eine Tochter des 16. Earl of Kildarevon, George FitzGerald, und erwarb das Anwesen. Die Familie behielt die Burg über 200 Jahre. Familienmitglieder wie Sir Kildare Borrowes, 5. Baronet, vertraten das County Kildare und die Stadt Harristown im früheren Parliament of Ireland.
Anders als die Baronets Eustace im 16. und 17. Jahrhundert spielten die fünf Baronets der Familie Borrowes, die im 19. Jahrhundert Eigentümer waren, keine Rolle im öffentlichen Leben. Diese ruhige aristokratische Regentschaft endete mit dem flammenden Sir Kildare Borrowes, 10. Baronet (1852–1924), dessen Vater, Reverend Sir Erasmus Borrowes, 8. Baronet, die Familienresidenz wesentlich im mittelalterlichen romantischen asymmetrischen Stil umbauen gelassen hatte.
1918 kaufte Sir George Sheppard Murray, ein Schotte, das Anwesen, nachdem die Familie Borrowes Irland verlassen hatte. Er widmete das Anwesen in ein Gestüt um und ließ viele exotische Bäume anpflanzen, die den Landschaftsgarten heute dominieren.

### Arden und Weston
1962 erwarb Elizabeth Arden die Burg von der Familie Murray. Über fünf Jahre später ließ Arden die Burg umfassend rekonstruieren, umdekorieren und neu ausstatten. Ihr Einfluss dominiert bis heute Barretstown Castle. Das Burgtor soll nach ihrer berühmten Parfummarke „Red Door“ rot gestrichen worden sein und hat bis heute diese Farbe.
Nach Ardens Tod 1967 bezog der internationale Biscuittycoon W. Garfield Weston die Burg. Unter seinem Besitz wurde das Anwesen wesentlich aufgewertet, insbesondere durch die Anlage eines großen Sees vor der Burg.

### Im Eigentum des Staates
Die Familie Weston, der das Kaufhaus Brown Thomas in Dublin gehörte, hat das Anwesen 1977 an die Republik Irland verkauft. Damals wurde es für nationale und internationale Konferenzen und Seminare genutzt und diente als Teil des Irish National Stud.

#### Barretstown Camp
Die Republik Irland hat Burg und Anwesen für symbolische € 1,26 pro Jahr für 90 Jahre an das Barretstown Camp verpachtet. Das Lager, das Teil von Paul Newmans SeriousFun Children’s Network ist, wurde im August 1994 eröffnet und betreute 124 Kinder. Seit der Fertigstellung des neuen medizinischen Zentrums und der Programmhalle 1995 betreute das Lager fast 300 Kinder aus Irland, dem Vereinigten Königreich, Deutschland, Frankreich, den USA und den Gebieten, die durch die Nuklearkatastrophe von Tschernobyl betroffen waren. 2009 wurden dort 1900 Kinder aus ganz Europa behandelt.